# 翻花绳

翻线戏中的一步，宛如倒置的食槽或摇篮

翻花绳（英語：Cat's cradle, Jack in the Pulpit, or Catch Cradle），民间流传的儿童游戏。在中国不同的地域，有不同的称法，如翻线戏、线翻花、翻花鼓、挑绷绷、解股、打十字結等等。这是一种利用绳子玩的玩意，只需灵巧的手指，就可翻转出许多的花样。在马来西亚，翻绳用的绳子一般是橡胶圈（橡皮筋，河南东南部就把该游戏称为「开胶」），国外的材料则有毛线、麻线、呢绒绳或棉纱绳等。
用一根绳子结成绳套，一人以手指编成一种花样，另一人用手指接过来，翻成另一种花样，相互交替编翻，直到一方不能再编翻下去为止。这个游戏最大的乐趣在于翻出新花样，展现自己的聪明才智。

## 名稱
在不同地區，翻線戲擁有不同的名稱。

## 取材及玩法
翻線戲的取材為繩線，材料包括毛線、麻、呢絨、棉紗等。在南亞地區，橡皮筋也被用作翻線戲的用具。
玩法為運用各種類型的繩狀物體在單人或多人手中纏繞，以造出不同花樣。

## 世界纪录
1974年，美國加利福尼亞州的Geneva Hultenius、Maryann DiVona以及Rita Divona以21小時的時間完成了總共21,200個翻繩花式,此成績被記錄于1975至1976年健力士世界紀錄大全中。
兩年後,Jane Muir和Robyn Lawrick于加拿大艾伯塔以21小時完成22,700個翻繩花式的成績打破1974年的紀錄。

## 流行文化中的翻線戲
《哆啦A夢》中的野比大雄、《碧陽學園學生會議事錄》中的藤堂愛麗絲、《BLEACH》中的吉良逸鶴以及《罪惡王冠》中的楪祈擅長玩翻线戏。

## 文献
- Nares, Robert. A Glossary: Or, Collection of Words, Phrases, Names, and Allusions to Customs, Proverbs, Etc. London: Gibbings and Company, Limited (1901).
- Taylor, E.S. "Cats-Cradle", pp. 412–422 of Notes and Queries: A Medium of Inter-communication for Literary Men, Artists, Antiquaries, Genealogists, Etc. Vol. 11 (January—June, 1855). London: George Bell (1855).